# Norbert Schmidt
Norbert Schmidt es un deportista alemán que compitió para la RFA en piragüismo en la modalidad de eslalon. Ganó tres medallas en el Campeonato Mundial de Piragüismo en Eslalon entre los años 1963 y 1969.

## Palmarés internacional
| Campeonato Mundial | Campeonato Mundial            | Campeonato Mundial | Campeonato Mundial |
| Año                | Lugar                         | Medalla            | Competición        |
| ------------------ | ----------------------------- | ------------------ | ------------------ |
| 1963               | Spittal (Austria)             | Medalla de plata   | C1 por equipos     |
| 1965               | Spittal (Austria)             | Medalla de bronce  | C2 por equipos     |
| 1969               | Bourg-Saint-Maurice (Francia) | Medalla de oro     | C2 por equipos     |